# Kayo Henmi
Kayo Henmi (jap. 逸見 佳代 Henmi Kayo; * 12. Juni 1979 in Isawa) ist eine ehemalige japanische Freestyle-Skierin, die auf die Disziplin Aerials (Springen) spezialisiert war.

## Werdegang
Henmi belegte bei den Weltmeisterschaften 1997 in Nagano den 22. Platz und nahm im August 1997 am Mount Buller erstmals am Freestyle-Skiing-Weltcup teil, wobei sie die Plätze 14 und neun errang. In der Saison 2000/01 erreichte sie mit dem 25. Platz im Gesamtweltcup sowie dem 12. Rang im Aerials-Weltcup ihre besten Gesamtergebnisse und kam bei den Weltmeisterschaften 2001 in Whistler auf den 20. Platz. Bei den Weltmeisterschaften vier Jahre später in Ruka sprang sie erneut auf den 20. Platz. In der Saison 2005/06 siegte sie bei den japanischen Meisterschaften und erreichte mit dem achten Platz in Mont Gabriel ihre beste Platzierung im Weltcup. Außerdem errang sie bei den Olympischen Winterspielen 2006 in Turin den 21. Platz und absolvierte in Špindlerův Mlýn ihren 40. und damit letzten Weltcup, wobei sie auf den zehnten Platz kam. Die Saison beendete sie auf dem 18. Platz im Aerials-Weltcup. In den folgenden Jahren wurde sie dreimal japanische Meisterin (2009, 2010, 2011).

## Erfolge

### Olympische Spiele
- 2006 Turin: 21. Platz Aerials

### Weltmeisterschaften
- 1997 Nagano: 22. Platz Aerials
- 2001 Whistler: 20. Platz Aerials
- 2005 Ruka: 20. Platz Aerials

### Weltcupwertungen
| Saison    | Gesamt | Gesamt | Moguls | Moguls |
| Saison    | Platz  | Punkte | Platz  | Punkte |
| --------- | ------ | ------ | ------ | ------ |
| 1997/98   | 82.    | 19     | 29.    | 116    |
| 1999/2000 | 56.    | 11     | 24.    | 44     |
| 2000/01   | 25.    | 60     | 12.    | 240    |
| 2001/02   | 60.    | 18     | 33.    | 92     |
| 2003/04   | 71.    | 10     | 21.    | 126    |
| 2004/05   | 66.    | 11     | 24.    | 128    |
| 2005/06   | 53.    | 16     | 18.    | 173    |

### Weitere Erfolge
- 4 japanische Meistertitel (2006, 2009, 2010, 2011 Aerials)
- 1 Sieg im Nor-Am-Cup